# Lauren Lee Smith
Lauren Lee Smith (Vancouver, 19 de junho de 1980) é uma atriz canadense, mais conhecida por seu papel na série CSI como Riley Adams.

## Biografia
Nasceu em Vancouver, Colúmbia Britânica, Canadá. Sendo enteada de um documentarista, Lauren viajou pelo mundo com sua família. Aos quatorze anos, quando morava em Los Angeles, Estados Unidos, foi descoberta por um olheiro e iniciou uma carreira como modelo profissional durante alguns anos, até que ingressou no mundo do cinema. Aos dezenove, quando voltou a Vancouver, Lauren começou sua carreira interpretativa com Get Carter. Após vários papéis, sua carreira mudaria por completo com o filme Lie with Me, produzido em 2005. 

## Filmografia parcial

### Cinema
- Get Carter (2000)
- I Want to Marry Ryan Banks (2004)
- The Survivors Club (2004) Filme TV
- Lie with Me (2005)
- Art School Confidential (2006)
- The Last Kiss (2006)
- Dragon Boys (2007)
- Normal (2007)
- Pathology (2008)
- Anatomy of Hope (2008) Filme TV
- Helen (2008) Filme TV
- Trick 'r Treat (2009)
- A Forma da Água (2017)

### Séries de TV
- 2gether 11 episódios (2000)
- Dark Angel 1 episódio (2000)
- Mutant X 44 episódios (2001-2003)
- The Dead Zone 1 episódio (2004)
- The L Word 20 episódios (2004-2006)
- Blade: The Series 1 episódio (2006)
- Intelligence 10 episódios (2006-2007)
- CSI: Crime Scene Investigation  21 episódios (2008-2009)
- Psych 1 episódio (2010)
- The Listener (2011)